# Diogo do Couto
Diogo do Couto (ca. 1542 — Goa, 10 de dezembro de 1616) foi um historiador português com a função de guarda-mor da Torre do Tombo de Goa.

## Biografia
Nasceu em 1542, em Lisboa, filho dos nobres Gaspar do Couto e de Isabel de Serrã de Calvos.
Aos onze anos começou a ouvir gramática, estudou Latim e Retórica no Colégio de Santo Antão e Filosofia no Convento de Benfica. Em 1559 vai para o Estado da Índia, donde só regressaria uma década depois.
Escreveria o autor posteriormente, que se o Oceano, em vez de água, fosse uma estrada, estaria "toda calçada de ossos de Portugueses, perdidos em tão perigosa viagem".

Amigo íntimo de Luís Vaz de Camões, vai descobri-lo na Ilha de Moçambique em 1569, com dívidas e sem dinheiro para voltar. Diogo de Couto e outros amigos disponibilizam-se para ajudar o poeta, que deste modo poderá apresentar na capital a sua maior obra, os Lusíadas. Chegam a Lisboa em Abril de 1570 na nau Santa Clara: 
"Em Cascais, as naus fundeadas esperavam que Diogo de Couto voltasse de Almeirim, onde fora solicitar de el-Rei a sua entrada no Tejo, porque Lisboa estava fechada com a peste. Logo que a ordem veio, Santa Clara entrou na barra." (Oliveira Martins)
No entanto voltou de novo ao Oriente, tendo recebido do Rei Filipe I a missão de prosseguir as «Décadas» de João de Barros. Escreveu as que vão da IV à XII, mas só publicou completas a IV, V e VII e um resumo da VIII e IX porque VI ardeu na casa de imprensa, a VIII e IX foram roubadas, XI perdeu-a.
Entendeu que a história deve conter as "verdades" sem restrições, acaba por sofrer repressões, dizendo como objectividade incomodava muita gente cujos antepassados estavam envolvidos nos acontecimentos que narrava. Este historiador criticou os abusos, a corrupção e as violências correntes na Índia, protestando abertamente contra eles.
Além das Décadas, de orações congratulatórias e comemorativas que proferiu em solenidades no Oriente, e do relato do naufrágio da Nau São Tomé, escrito na História trágico-marítima, escreveu também o célebre Diálogo do Soldado Prático, que contém uma critica mordaz ao funcionalismo na Índia, pondo a descoberto a ambição da riqueza, o amor ao luxo, a opressão aos pobres, a falta de dignidade e a deslealdade nas informações ao Rei.